# Bo Ralph
Bo Rune Ingemar Ralph (Goteborg, 4 d'octubre de 1945) és un lingüista suec, membre de l'Acadèmia Sueca i professor de llengües nòrdiques al Departament de Llengua Sueca a la Universitat de Göteborg. Va ser elegit membre de l'Acadèmia Sueca el 15 d'abril de 1999 i va ingressar el 20 de desembre de 1999. Bo Ralph va succeir el filòsof i sociòleg Torgny T:son Segerstedt al seient número 2 de l'Acadèmia.
És també membre de l'Acadèmia Noruega de Ciències i Lletres.